# Dzwonnica w Mezilečí
Dzwonnica w Mezilečí – zabytkowa, wolnostojąca dzwonnica znajdująca się w gminie Mezilečí, w kraju hradeckim w Czechach. Usytuowana w centralnej części wsi, przy drodze głównej, która prowadzi przez całe Mezilečí.

## Historia
Drewniana kwadratowa dzwonnica z iglicą i gontowym dachem została wybudowana prawdopodobnie w 1808 r. Nie wiadomo jednak, jak bardzo jest stara konstrukcja obecna.
Podczas I wojny światowej 15 stycznia 1918 dzwon rekwirowano i rozbito. Dopiero 2 lipca 1925 obywatele zgodzili się, by naprawiono dzwonnicę i zakupiono nowy dzwon. Następnie została przeprowadzona zbiórka pieniędzy wśród obywatelów gminy, która przyniosła 2 663 koron czechosłowackich. 8 listopada tego samego roku zawieszono nowy dzwon.
Od 3 maja 1958 budynek jest chroniony jako zabytek kultury Republiki Czeskiej.
W 1973 r. odbył się większy remont dzwonnicy, ponieważ jej konstrukcja była poważnie uszkodzona. W jej ramach zaimpregnowano elementy drewniane.
Podczas ostatniej rozległej rekonstrukcji w latach 1999-2002 firma Pario z Hradca Králové zdemontowała konstrukcję nośną, naprawiła także kamienne mury nośne, częściowo remontowała drewniane belki oraz inne części dzwonnicy i niektóre z nich zastąpiła kopiami dokładnymi, wykonała nowej konstrukcji oraz sprawiła nowy dach gontowy. Ponadto cebulasta kopuła została pokryta nową blachą miedzianą. Dzwonnica została pomalowana nową farbą przez spółkę Rekonstrukce střech a staveb REST Trutnov. W rzeczywistości dzwonnica jest prawie kopią oryginalnego budynku.